# David Rotim
David Rotim (* 6. Juli 1985) ist ein deutscher Basketballspieler. Für EnBW Ludwigsburg bestritt er vier Partien in der Basketball-Bundesliga. 

## Laufbahn
In der Jugend wurde Rotim mit der BSG Basket Ludwigsburg in der Altersklasse U20 Deutscher Meister. Im April 2004 gab er im Hemd von EnBW Ludwigsburg seinen Einstand in der Basketball-Bundesliga. Bis zum Ende des Spieljahres 2004/05 blieb es bei Kurzeinsätzen in Deutschlands höchster Spielklasse, während er Leistungsträger der BSG-Herrenmannschaft in der Regionalliga war.
Rotim ging dann nach Norddeutschland und spielte von 2005 bis 2007 beim Zweitligisten Bremen Roosters, ab 2007 stand er in Diensten des FC Bayern München (zunächst in der Regionalliga, dann in der 2. Bundesliga ProA). Nach zwei Jahren in Nördlingen schloss er sich dem MTV Stuttgart an und war bis 2017 Stammspieler beim Regionalligisten. 2013 und 2014 wurde er vom Internetdienst eurobasket.com zum besten deutscher Spieler der Regionalliga Süd-West gekürt (2014 gemeinsam mit Eric Curth). 2017 wechselte Rotim innerhalb der Regionalliga zum SV Fellbach. Dort spielte er bis 2020.